# 西倉吉站
西倉吉站（日语：／ Nishi-Kurayoshi eki */?）是位於鳥取縣倉吉市西倉吉町，日本國有鐵道（國鐵）倉吉線的鐵路車站（廢站）。

## 歷史
- 1941年（昭和16年）5月17日：倉吉線倉吉站（後來名為打吹站）至關金站之間開通，此站啟用（一般車站）[1]。
- 1983年（昭和58年）12月31日：結束貨運業務[1]。
- 1984年（昭和59年）2月1日：結束行李起卸業務[1]。
- 1985年（昭和60年）4月1日：倉吉線全線廢除，此站也被廢除[1]。

## 車站構造
此站是地面車站，設有1面2線的島式月台。此站是有人車站。站內東邊設有站舍，在南邊設有棚車專用貨運月台。

## 車站周邊
- 安橋貿易（鳥取安橋）
- 倉吉市立西中學（日语：倉吉市立西中学校）
- 鳥取縣立倉吉西高等學校（日语：鳥取県立倉吉西高等学校）
- 鳥取縣汽車學校
- 倉吉西倉吉郵局
- 東寶Store（日语：東宝企業）西倉吉店
- 日交巴士（日语：日本交通 (鳥取)）、日之丸巴士（日语：日ノ丸自動車）「西倉吉」巴士站、「西倉吉町」巴士站

## 現狀
站舍已經被拆毀，但是部分月台和數米長的路軌被復原。車站遺址建設了公園（Load Station 西倉）和公廁。在西邊的島式月台也是公園的一部分，但是在縣道501號擴寬之際而被撤走。
另外，此站至上小鴨站之間的路軌遺址變成了行人道「花和綠之親鄰路」（鳥取縣道501號倉吉東鄉單車徑線），此站是出發地點。

## 相鄰車站
日本國有鐵道
倉吉線
打吹－西倉吉－小鴨

## 注腳
1. 1 2 3 4 5 6  石野哲（編）.  初版. JTB. 1998-10-01: 327. ISBN 978-4-533-02980-6 （日语）.

## 相關項目
- 日本鐵路車站列表 Ni

## 外部連結
- 舊國鐵倉吉線廢線跡探訪地圖 （页面存档备份，存于）（日語） (PDF) - 倉吉市